# Bandikuti
Bandikuti (Peramelemorphia) jsou řád vačnatců, jenž zahrnuje čeledi bandikutovití hrubosrstí (Peramelidae), bandikutovití dvouprstí (Chaeropodidae) a bandikutovití jemnosrstí (Thylacomyidae). Všechny druhy tohoto řádu se vyskytují na území Austrálie a Nové Guiney. Na většinu bandikutů platí charakteristický popis: buclatý, hrbaté tělo s dlouhým kuželovitým čenichem, velmi velké vztyčené uši, relativně dlouhé a hubené nohy, tenký ocas. Jejich hmotnost sahá od 140 gramů do 4 kilogramů, ale nejvíce druhů váží asi jako středně rostlé kotě, tedy přibližně jeden kilogram.
Umístění bandikutů v řádu vačnatých bylo velmi nejasné a kontroverzní. U dvojitozubců jsou dva morfologické znaky, které jasně ukazují evoluční propojení s touto skupinou vačnatých. Jsou to zuby a typ tlapy. Tyto dva jednoznačné směrovatele ale ukazují v opačných směrech.
Všechny druhy jsou polyprodontní, tedy mají několik párů dolních předních zubů, v případě bandikutů jsou to páry tři. To napovídá, že se vyvinuli z kunovců. Na druhou stranu mají také nezvyklou vlastnost v nohou: srostlý třetí a čtvrtý prst. Tato vlastnost se nazývá syndaktilita a je charakteristická pro dvojitozubce.
Pokusy rozluštit tuto záhadu zahrnovaly snahu tvrdit, že bandikuti se vyvinuli z masožravců, což jim dalo polyprodontní chrup, a nezávisle na tom se jim vyvinula syndaktilní zadní noha. Druhý úhel pohledu je ten, že syndaktylita je tak neobvyklá vlastnost, že je velmi nepravděpodobné, že by se vyvinula dvakrát, a tudíž bandikuti se museli vyvinout z dvojitozubců, kteří měli blízko k possumovitým, a až poté se jim dovyvinuly extra zuby. A nakonec třetí pohled naznačuje, že se bandikuti vyvinuli z primitivních masožravců a vyvinuli syndaktilní zadní nohu jako specializaci pro lezení, poté se oddělili dvojitozubci a vyvinuli si svoji dvojzubou čelist, která jim dala jejich jméno. Nejnovější poznatky na molekulární úrovní zatím nevysílají signály, že by se tuto záhadu povedlo rozluštit.[kdy?] Nicméně je zřejmé, že i tak je vztah s jinou skupinou vačnatců velmi vzdálený.[zdroj⁠?!]